# Probatie
Probatie is een begrip uit het Belgische strafrecht. Het betreft een maatregel die gekoppeld is aan een hoofdstraf. Het betekent dat de rechter een persoon kan verplichten bepaalde voorwaarden na te leven tijdens een proeftermijn.
De probatie kan alleen worden toegestaan bij een opschorting van veroordeling of bij een uitstel van de tenuitvoerlegging van de straf.
In beide gevallen kan de proeftermijn tussen één en vijf jaar liggen. 
De wettelijke basis van deze modaliteit is de Wet van 29 juni 1964 betreffende de opschorting, het uitstel en de probatie.
Sinds 2014 is de probatie eveneens mogelijk als autonome (hoofd)straf. Deze mogelijkheid werd verder uitgewerkt in 2016.

## Opschorting van de uitspraak
'Opschorting' betekent dat de rechter, met instemming van de beklaagde, de strafbare feiten bewezen acht, maar geen veroordeling uitspreekt, bijvoorbeeld omdat de beklaagde zijn schade hersteld heeft. 

Naargelang er speciale voorwaarden worden gekoppeld aan deze 'opschorting' of niet, spreekt men van een 'gewone opschorting' of van een 'probatieopschorting'.

## Uitstel van de tenuitvoerlegging van de straf
'Uitstel' betekent dat er wel een straf uitgesproken wordt, maar dat deze niet uitgevoerd wordt.  

Naargelang er speciale voorwaarden worden gekoppeld aan dit 'uitstel' of niet, spreekt men van een 'gewoon uitstel' of van een 'probatie-uitstel'.

## Probatievoorwaarden
De beklaagde (bij opschorting) of de veroordeelde (bij uitstel) moet akkoord gaan en actief meewerken. Voorbeelden van een probatiemaatregel kunnen zijn: het volgen van een ontwenningskuur, een contactverbod, meewerken met sociaal assistent,...
Wie een probatie aanvaardt, komt onder het toezicht te staan van een probatiecommissie en wordt begeleid door een justitieassistent. Niet-naleving wordt door de commissie gemeld aan de procureur des Konings, die dan de "oude" zaak opnieuw voor de rechter kan brengen.
In geval van recidive tijdens de proefperiode kan de opschorting of het uitstel worden herroepen.

## Onderscheid met pretoriaanse probatie
Wat betreft het sepot, kan het openbaar ministerie ook voorwaarden opleggen. Men gebruikt dan de term pretoriaanse probatie.

## Probatie als autonome straf
In 2014 werd de probatiestraf als autonome hoofdstraf ingevoerd in de Belgische wetgeving. Deze werd verder uitgewerkt in 2016.
De autonome probatiestraf mag niet samen worden opgelegd met een andere hoofdstraf. Ze mag wel gecumuleerd worden met een geldboete.
De autonome probatiestraf bestaat uit de verplichting bijzondere voorwaarden na te leven gedurende een bepaalde termijn van minstens 6 maanden en hoogstens 2 jaar. De duur van deze termijn bepaalt de aard van de straf:
- een politiestraf is een autonome probatiestraf van 12 maanden of minder
- een correctionele straf is een autonome probatiestraf van 1 jaar of meer

De feitenrechter bepaalt de duur van de probatiestraf en ook de vervangende gevangenisstraf (of geldboete) bij niet-uitvoering.
De autonome probatiestraf kan opgelegd worden voor alle overtredingen, wanbedrijven en voor gecorrectionaliseerde misdaden. De wetgever heeft een aantal uitzonderingen gepreciseerd.
De probatiecommissie zorgt voor de concrete invulling van de opgelegde voorwaarden, vastgelegd in een overeenkomst met de veroordeelde. Het is ook diezelfde commissie die bij niet-naleving van de voorwaarden een verslag opstelt aan het Openbaar Ministerie, met het oog op de toepassing van de vervangende straf. Het Openbaar Ministerie beslist vervolgens autonoom of de vervangende straf moet uitgevoerd worden. Hiertegen is geen beroep mogelijk.